# Barrera desèrtica del Carib
La Barrera desèrtica del Carib és un ecosistema subdesèrtic ubicat al sud del Mar Carib. Comprèn des de zones costaneres situades al nord d'Amèrica del Sud a les illes de les Antilles menors.
L'ecoregió arbusts xèrics de Guajira-Barranquilla de Colòmbia ocupa una superfície de 150.000 km².
Aquesta ecoregió ocupa la Península Guajira, la vall del riu Ranchería i el Departament Guajira, també ocupa parts de la costa nord-est de Veneçuela. Les valls es troben en una zona d'ombra pluviomètrica de les muntanyes de Macuira. Un lloc turístic important dins aquesta zona és Cabo de la Vela.
| Distribució geogràfica |
| ---------------------- |
| Distribució geogràfica |

## Localització

### Veneçuela
Zona continental
- Costes del Golf de Veneçuela de l'estat de Zulia
- Estat Falcón (gran part del territori incloent la península de Paraguaná)
- Península de Araya (nord-oest de l'Estat Sucre)

Zona marítima
- Estat Nueva Esparta (Illa de Margarita, Coche, Cubagua, illes Los Frailes)
- Arxipèlag Los Roques
- Illa Orchila
- Illa La Tortuga
- Illes Los Monjes

### Antilles Neerlandeses
- Aruba
- Curaçao
- Bonaire

### Colòmbia
- Península de La Guajira

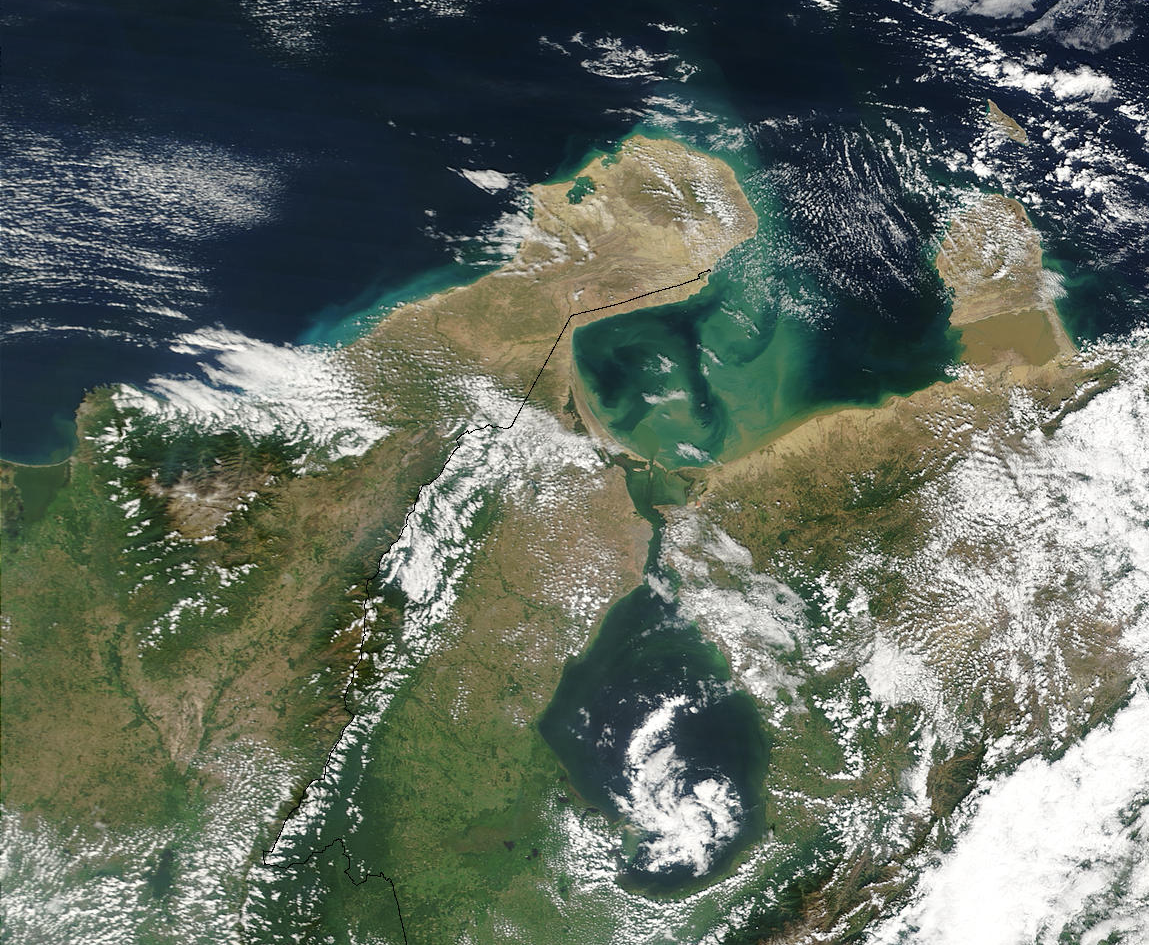
Península Guajira vista des de satèl·lit.

- Plana baixa del centre del Departament de La Guajira

## Flora
Hi ha unes 2.700 espècies de plantes de les quals un 30% són endemismes. És un centre de diversitat per a espècies de Divi-divi, Hechtia, Salvia, i de cactus.

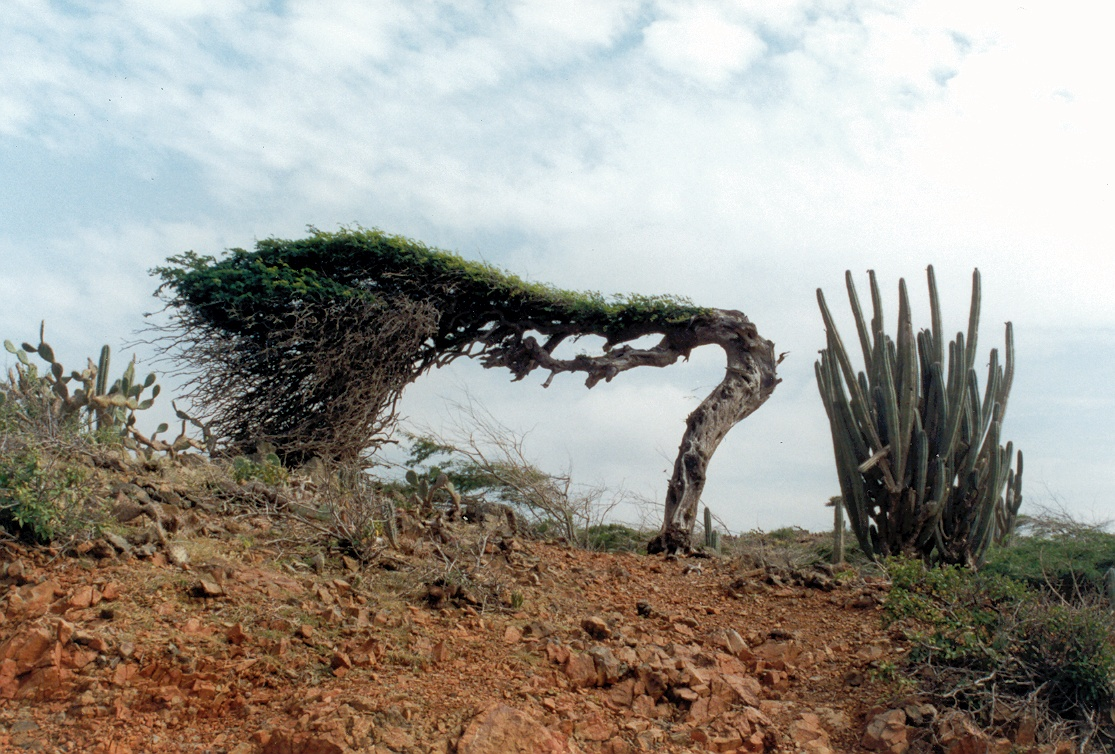
Divi-divi (Caesalpinia coriaria)

## Fauna

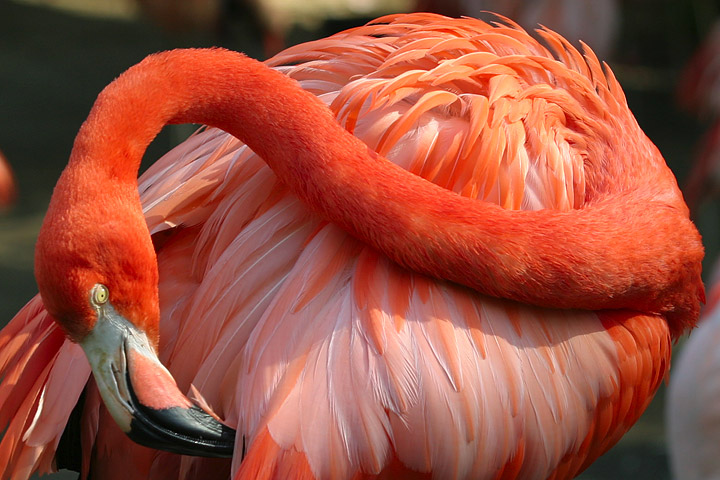
Flamenc del Carib (Phoenicopterus ruber)

Dins aquesta ecoregió hi ha una gran comunitat de flamencs del Carib (Phoenicopterus ruber), a més de gran diversitat d'ocells i de ratpenats.